# 乌东德镇 (会东县)
乌东德镇，是中华人民共和国四川省凉山彝族自治州会东县下辖的一个行政建制镇，2013年设立，原新马乡撤销时所辖行政区划并入该镇。

## 行政区划
乌东德镇下辖以下地区：
麻栎村、东村村、白鹤村、狮子尾村、一碗水村和三台村。